# Cinnamomum champokianum
Cinnamomum champokianum är en lagerväxtart som beskrevs av Baruah & S.C.Nath. Cinnamomum champokianum ingår i släktet Cinnamomum och familjen lagerväxter. Inga underarter finns listade i Catalogue of Life.